# 神盾局特工
《神盾局特工》（英語：Agents of S.H.I.E.L.D.）是一部美国广播公司于2013年制作并播出的电视剧，由乔斯·温登根据漫威漫画中的同名组织神盾局为蓝本创作，但並不屬於漫威電影宇宙的系列作品之一，從電影系列的第二階段開始。「神盾局」（S.H.I.E.L.D.）是「國土戰略防禦攻擊與後勤保障局」（Strategic Homeland Intervention, Enforcement and Logistics Division）的簡稱，前身為「戰略科學軍團」（Strategic Scientific Reserve, S.S.R.），在第二次世界大戰期間，為了對抗「九頭蛇」（Hydra）而由同盟國聯合組成。
該劇大獲成功後推出一系列連動和衍生劇集；2015年，漫威與ABC推出一部前傳影集《卡特探員》。在4月，ABC再度宣布將再開發出新的衍生劇《最高通缉》。4月底，官方正式宣布该衍生劇將由阿德琳妮·帕里奇及尼克·布勒德於本劇中所飾演之角色擔綱主角。2016年5月，此衍生劇未獲得ABC預訂而被取消。2017年9月，漫威與ABC推出另一部衍生劇《異人族》，但該劇僅播完一季就被ABC取消續訂。
2017年5月11日，本劇獲ABC第5季續訂。2018年5月14日，本劇獲ABC第6季續訂。但第六季的回歸播出時間不在該年秋季，而是在2019年回歸。2018年11月17日，在第六季仍在拍摄期间，ABC宣布续订第七季，2020年播出。2019年7月，ABC正式宣布本劇在第七季後完結。

## 各季劇情

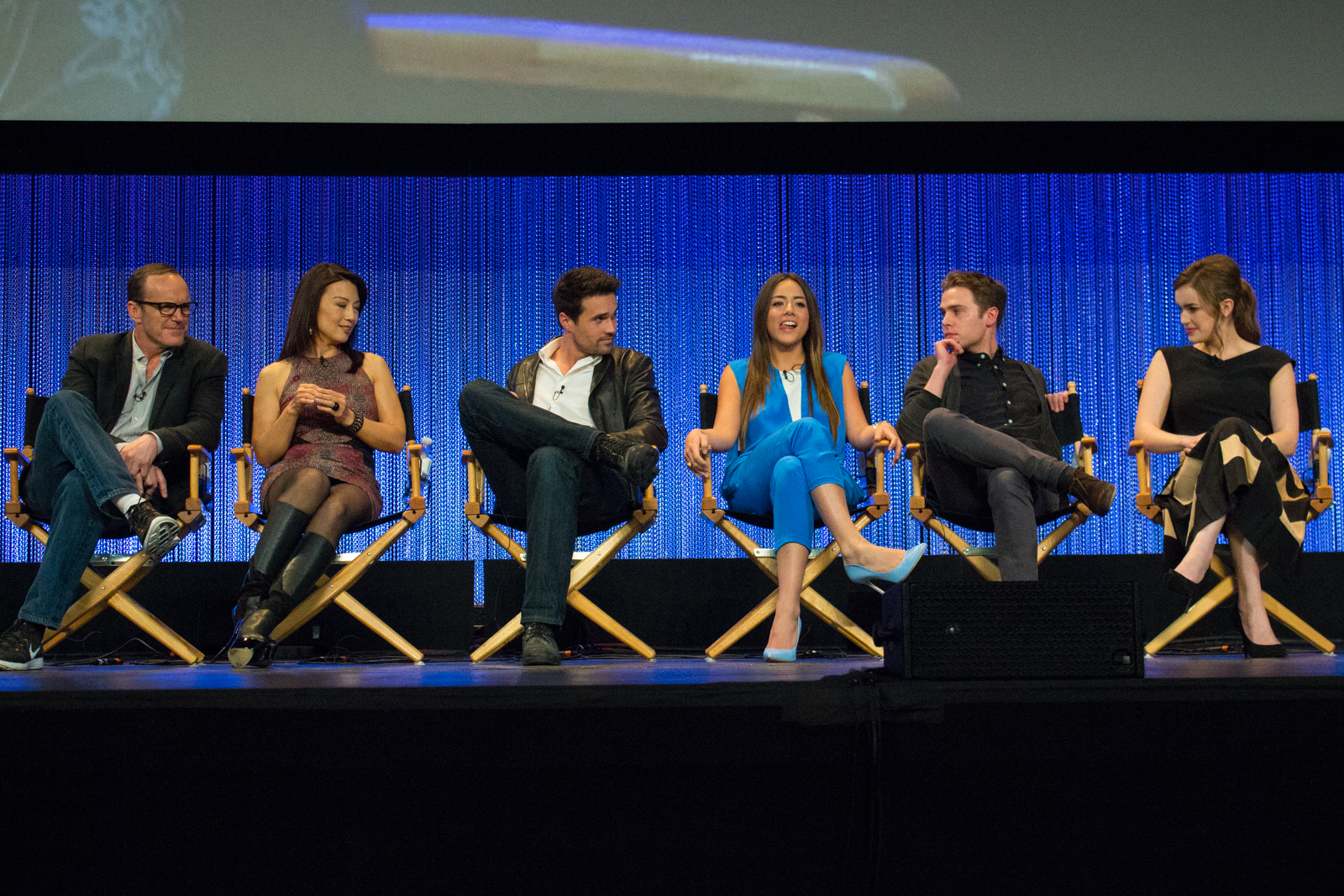
電視節目神盾局(S.H.I.E.L.D)特工的演員 2014 年 PaleyFest 上。從左邊數: Clark Gregg, Ming-Na Wen, Brett Dalton, Chloe Bennet, Iain De Caestecker and Elizabeth Henstridge

| 季數 | 季數 | 季數 | 季數 | 集數 | 播出日期      | 播出日期      |
| 季數 | 季數 | 季數 | 季數 | 集數 | 首映          | 季終          |
| ---- | ---- | ---- | ---- | ---- | ------------- | ------------- |
|      |      |      | 1    | 22   | 2013年9月24日 | 2014年5月13日 |
|      |      |      | 2    | 22   | 2014年9月23日 | 2015年5月12日 |
|      |      |      | 3    | 22   | 2015年9月29日 | 2016年5月17日 |
|      |      |      | 4    | 22   | 2016年9月20日 | 2017年5月16日 |
|      |      |      | 5    | 22   | 2017年12月1日 | 2018年5月18日 |
|      |      |      | 6    | 13   | 2019年5月10日 | 2019年8月2日  |
|      |      |      | 7    | 13   | 2020年5月27日 | 2020年8月12日 |

### 第一季（2013年～2014年）
神盾局的任务是避免一般平民受到超自然事件困扰，并且保护他们的生命安全。在「紐約戰役」期间，失去性命的特工菲爾·考森在局長尼克·福瑞的命令下奇跡復生，並回到神盾局组织一支精锐和训练有素的独立机动特工小組，專責处理那些还未被指定为机密的案件：那些新的、陌生的、未知的新事物。这个小队将以普通人的身份，投身於一個充满超級英雄、外星人和不明物體的世界，去面对、处理、解决种种意想不到的难题；他们会证明，尽管是一群沒有超能力的凡人，只要團結起来，也会拥有足以改變世界的力量。在此期間，小隊成員們從意見不合、一直到變成了充滿友情、默契、並互相信任的團隊，但考森在任務執行期間，開始對自己復活的經歷產生質疑，而最後揭發的復活真相也讓他大為吃驚。

### 第二季（2014年～2015年）
神盾局瓦解後，菲爾·考森在前神盾局局長尼克·福瑞的暗中允許下開始重建組織、收拾殘局，除了招募新人最重要的事情，就是必須建立起與政府機構的信任橋樑。同時，考森在領隊在世界各地全力搜查犯罪組織「九頭蛇」餘黨的蹤跡，而昔日的夥伴如今淪為背叛者的沃德則是成為他們唯一的線索。考森感覺自己當初復活期間所產生的「副作用」時不時會湧上心頭，同時發覺自己的自控能力越來越差，一昧地在墻上刻下神秘圖文，甚至為了查明真相而派隊員去送死，屢次讓神盾局陷入更大的危機。更吃驚的是，絲凱失散多年的父親突然回歸，並在身後也有一個從古到今毫無任何人見過的「異人」組成的聯盟。絲凱因此再度為自己的身世產生疑問，也陷入選擇家人或者夥伴之左右為難局面。

### 第三季（2015年～2016年）
神盾局與異人族之間的鬥爭不慎波及世界，激發異人的泰瑞根煙霧開始迅速在各地傳播開來，而如今獲得異能控制能力的黛西／絲凱，開始積極找尋世界各地進化成異人的人類，並設法協助他們學會控制能力並保護他們。但全世界自從經歷多個外星災難之後，開始對外星生物感到極度恐慌，而由政府創立的新行動小組「高級威脅管制部隊」却每次都搶先一步。當考森試圖與部隊的領導人打探情報時，意外發現在他們兩方之間還有另外一股勢力在從中作亂。而一波未平、一波又起，群龍無首的「九頭蛇」在沃德的組建下開始另起爐灶，考森不仅要負責調查外星文明來調查異人族，也要試圖救出被困在“另外一端”的一份子，甚至發現管制部隊的背後還隱藏著一個驚人的陰謀。

### 第四季（2016年～2017年）
受英雄內戰的影響下，神盾局在聯合國的規定與《蘇科維亞協議》的連帶責任，回歸成為美國政府的直屬機構，遵循著未經聯合國許可與監督不可擅自行動的約束。這項法案使得眾人的行動被拘束，人工智慧的製造也受到不小的衝擊。悄悄隱退的黛西，開始利用自己的特殊能力「震波」維持街頭秩序，卻也造成市民的恐懼。此舉儼然違反聯合國的規範，而考森由於卸下局長一職、變回一個普通特工，因此只能無動於衷地聽從新上司的安排。與此同時，一個類似於異人的「惡靈騎士」在街頭現身，除了黛西想一探究竟外，神盾局也不遺餘力，揭開這位私刑者的神秘面紗。另一方面，神盾局之前結識的超人類主義學家霍登·雷德克里夫，開始著手研發另一層次的人工智能，而他的成果也會掀起一場風暴。

### 第五季（2017年～2018年）
一個“小機遇”讓考森為首的眾神盾局特工們集體穿越至74年後的未來：一個發生過毀滅性災難而淪為人間地獄的地球；倖存的人類不僅全數躲入地下基地苟延殘喘的生活下去，每天還遭受於未來統治人類的克里人摧殘。不知自己為何來此的考森等人，因“無家可歸”只好儘量融入環境，想辦法帶領人民抗擊克里人勢力，並極力尋找回家方法。過程中充滿艱辛苦難，目睹人們傷亡慘重，甚至從未來歷史中得知毀滅地球的元兇就是神盾局裡的一員。當考森藉助幫忙而好不容易回到過去現代後，卻再度遭遇另外一群敵人的逆襲；不僅如此，考森因為先前的“交易”而逐漸邁向死亡的命運，使眾人開始想辦法拯救他並打破這條「時間輪迴」阻止未來慘劇發生。但他們試圖阻止並挽救的行動，反而開始應驗未來……

### 第六季（2019年）
神盾局成功打破“時間輪迴”而避免地球災難，然而所付出的極大代價，則是失去敬愛的領袖菲爾·考森，整個隊伍強忍著失去他的悲痛而繼續奮鬥。一年後，眾人功績最大的麥克接替局長職責，除了應對地球的潛在威脅以外，還派人深入外太空當中尋找隨著輪迴打破而“失散”的費茲。尋找費茲的旅程形同大海撈針、危機四伏，但隊伍無論如何都不肯放棄尋找，豈料一群新的“敵人”正緊跟在他們後。在地球，一系列不合常理的神秘事件引起神盾局注意，幾名“外來人”當中的領袖甚至有考森的面孔，但得知他們即使長得一樣，作風和行事卻完全相反，兩方在相互交涉的過程中，得知地球即將迎來另一個潛在的存亡危機。

### 第七季（2020年）
外來敵人的消滅讓神盾局再次拯救地球，然而一群外星侵略者「長生人」以“趁火打劫”的形式準備一舉將地球佔為己有，並搶先攻下神盾局以排除最大的阻礙。在這個非常時期，神盾局剩餘的人被迫採取非常手段，以時間旅行的方式來到神盾局創始之前的過去年代，除了備戰以外，還想辦法應對一群同樣穿越回過去的長生人，其意圖靠滲透和暗殺手段來阻止神盾局創建。神盾局原計劃以“不破壞歷史進程”的前提之下完成任務，但越到後面發現完全不可行，敵人每隔一個年代、行事手段都越加猖狂。這場任務讓神盾局全員失去甚多，甚至還被盟友告知這將會是他們小隊所執行的“最後任務”。但神盾局仍然毫不畏懼，準備與敵人背水一戰來守護他們的「未來」。

## 人物
- 菲爾·考森（Phil Coulson，克拉克·格雷格飾；第1-7季，粵語配音：楊耀泰）

神盾局資深特工，機密安全等級八，是美國隊長的超級粉絲，在紐約戰役中被洛基以權杖貫穿心臟當場死亡。其後透過局長尼克·福瑞秘密進行的「大溪地計劃」復生。回歸神盾局後獲得福瑞局長的支持，成立一支半獨立的機動工作小隊，專門處理各種與異能人士、超自然現象相關，或需要快速反應的特殊事件。考森同時也向神盾局爭取到一台特殊的空中武裝運輸機，並取名為「巴士」，作為機動小隊的行動總部。他與「大溪地計畫」的關係則成為敵方的調查目標。神盾局淪陷後，被尼克·福瑞任命為接班人，負責重建神盾局，不過領導能力不被部分人士認可。
- 梅琳達·梅（Melinda May，溫明娜飾；第1-7季，粵語配音：姜嘉蕾）

飛航兼武術專家，機密安全等級七，與考森是舊識。神盾局的傳奇人物，外號「騎兵」，多年前在巴林的任務中為了救出一批被俘的特工，隻身潛入一座廢棄大樓，徒手殺光佔據大樓的武裝份子。雖然成功完成任務，但這場任務給她留下無法消除的心理陰影，最後選擇離開外勤，成為不苟言笑、個性嚴肅，坐在辦公室處理文書的行政人員，在考森半請求半強迫的命令下才重出江湖。在任務執行期間開始慢慢回歸原來的本性，但她在「巴士」上一直有個考森不知道的秘密任務。
- 葛蘭特·沃德（Grant Ward，布雷特·達爾頓飾；第1-3季，粵語配音：蔡忠衛）

遊走在黑白兩道之間的秘密行動特工，機密安全等級七，是作戰和間諜活動的專家，習慣獨來獨往完成任務。儘管個性暴躁，在面對敵人威脅時，仍然可以保持冷靜，迅速判斷情勢，採取適當應對措施。資深特工瑪麗亞·希爾評價其綜合能力時，給予僅次於史上最高分黑寡婦的次高分，但人際交往能力嚴重不及格。但他的身世有不為人知的一面，而內心的真相也讓同組夥伴感到吃驚，被整個隊伍稱為最不合群、最難猜測的人。
- 黛西·「絲凱」·約翰森（Daisy "Skye" Johnson，汪可盈飾；第1-7季，粵語配音：鄭家蕙）

天才網絡駭客，原是來自駭客組織「漲潮」，在考森小隊成立後的首件任務中，被發現可能有牽涉其中而遭到逮捕。擁有異於常人的天賦而成為神盾局重要的「資產」，於是在考森的幫助下加入小隊；加入後的身分是不具有「機密安全等級」的神盾局見習生。她很快成為機動小隊不可或缺的一份子，而自己從小即努力追尋的真實身份，是一名擁有操控振動能力的異人。她是最受科尔森关爱的人，梅和科尔森就像是她的父母。
- 里奧·費茲（Leo Fitz，伊恩·德·卡斯泰克飾；第1-7季，粵語配音：鄧燦陽）

天才理工科學家，機密安全等級五，神盾局學院的最優畢業生，專長是火箭與機械工程，經常為小隊研發新武器與裝備，不過在人際互動方面略顯笨拙。與西蒙斯可謂是最佳拍檔，多次一起執行任務，雙方都因為有彼此而合作無間。
- 潔瑪·西蒙斯（Jemma Simmons，伊麗莎白·韓斯翠奇飾；第1-7季，粵語配音：顧詠雪）

天才生物化學家，費茲的搭檔，神盾局學院的最優畢業生，生物和化學領域的天才科學家，機密安全等級五，對科學充滿熱誠，相信所有神秘現象的背後均存在合理的科學解釋。
- 艾爾方索·「麥克」·麥肯齊（英语：Al MacKenzie）（亨利·西蒙斯飾，第2-7季）

考森新招募的神盾局電機師，曾經與芭比是一夥奉命調查考森領導程度的眼線，在事情之後還是選擇回到了考森的小組中。
- 蘭斯·杭特（英语：Lance Hunter）（尼克·布魯德飾，第2-3、5季）

英國空勤特種部隊成員，在第二季被考森招募進神盾局，原本是個拿錢辦事的雇傭兵，後來接受了考森給予的正式職位。
- 芭比·莫斯（Bobbi Morse，阿德琳妮·帕里奇飾，第2-3季）

神盾局的資深女特工，杭特的前妻，近戰高手，擁有兩根鐵棍作為獨門兵器，在加入考森團隊之前就為神盾局作戰。
- 林肯·坎貝爾（Lincoln Campbell，盧克·米歇爾飾，第2-3季）

有控制電荷能力的異人，來自異人家園「來世」，在經歷過異人族與神盾局的戰爭之後發覺自己一直以來被誤導，於是加入以絲凱領導的秘密武士小隊。
- 霍登·雷德克里夫（Holden Radcliffe，約翰·漢納飾，第3-4季）

崇尚超人類主義的生物學家，頭腦卓越，致力於研究能夠增強人類的科技，異人危機過程中首次被神盾局注意到，後來成為他們的顧問之一。
- 埃琳娜·「溜溜球」·羅德里奎（英语：Yo-Yo Rodriguez）（娜塔莉亞·科多娃-巴克利（英语：Natalia Cordova-Buckley）飾，第3-7季）

來自哥倫比亞波哥大的女異人，擁有超音速能力，一次心跳就能跑完一次全程，而每次跑完後都會固定回到起點，獨自守護家鄉時意外與神盾局邂逅，隨即加入一份子。
- 迪克·蕭（Deke Shaw；傑夫·沃德飾，第5-7季）

一位幽默自在、善於生存的拾荒者，出生於75年後的末世，跟穿越至未來的神盾局相遇後，關係從起初的水火不容、慢慢發展為情同手足的夥伴關係。

## 世界觀設定及用語

### 關鍵事物
- 神盾局

「國土戰略防禦攻擊與後勤保障局」的簡稱，前身為「戰略科學軍團」，在第二次世界大戰期間，為了對抗「九頭蛇」而由同盟國聯合組成。
- 機密安全等級

神盾局內部的各種情報、資訊需要擁有足夠的機密安全等級才能取得，這個制度保護機密情報不會輕易洩漏，造成不必要的危害。不過在第二季被接任局長的考森取消。
- 騎兵

特工梅琳達·梅的绰号。
- 0-8-4

神盾局的任務簡稱，表示一種來源未知的物體，上一次觸動這個代號的物件是雷神索爾的「雷神之鎚」。
- 九頭蛇
高級威脅管制部隊
蜈蚣組織

- 絕境病毒

「超智機構」（A.I.M.）所創造的病毒，公司與創始人奧德利奇·齊禮安已遭到東尼·史塔克摧毀，但是病毒遭到外流，被某個更大的跨國地下組織掌握，其中包括蜈蚣組織。病毒會作用於人體的中樞神經系統，不僅會給人帶來強大的力量，破損的傷口也會自行修復，但病毒到至今都未解決的副作用就是爆發出攝氏三千度的高溫。
- 蜈蚣計劃

由不明的跨國地下組織所進行的計畫，意圖以絕境病毒為基礎，創造出穩定的量產型超能力士兵。
- 涨潮

由全球頂尖駭客所組成的激進組織，也是絲凱曾經待過的組織。
- 異人族

- 來世

異人族所建立的據點。收容著異人族的成員與外界發現的新成員，由於地點隱密，可以不受到人類的干擾。
- 預見者

由克里人於幾千年前所制，是收藏泰瑞根水晶的容器裝置，同時亦是進入隱藏於地球的克里城市的關鍵。只有擁有特定遺傳模式的人類才能接觸，而其他人則會在接觸後石化死亡。
其中一個被九頭蛇於二戰時獲得，並被其稱為「方尖碑」，其後於1945年被戰略科學軍團沒收並冠以第一個「0-8-4」代號。
- 黑書

一本由暗物質構成的神秘之書，又稱「罪惡之書」、「咒語之書」，能夠使得讀者建立他們心中所想要的任何事物。能夠以任何語言方式顯示給讀者，書中的資料會遠超過人類大腦的思維。而副作用則是開闊讀者的瘋狂思想，會使他們以不擇手段方式來達到目的。

### 神盾局交通工具
- 空客

改良自波音 C-17 的軍用武裝運輸機，搭載六具可變向噴射引擎、具備垂直升降能力，編號 「S.H.I.E.L.D. 6-1-6」，與漫威世界觀地球-616的編號相同。
神盾局在啟用空天母艦以前的空中總部，後被局長尼克·福瑞提撥給考森做為機動小隊的行動總部。
機身下部設有功能齊全的大型實驗室、車庫兼訓練室，上部除了駕駛艙之外還有簡報室、審訊室、考森的專屬辦公室，以及成員各自獨立的寢室、公共活動空間、小型廚房與迷你酒吧等生活設施。第二季後期為配合行動被九頭蛇炸毀。
- 蘿拉

考森鍾愛的飛天車，是全世界第一台搭載GPS的汽車，外觀看起來只是普通的經典車，但是四個輪胎均內藏噴射引擎，使其具備重直起降與低空飛行能力。
在電影中，1943年的史塔克明日世界博覽會中，霍華‧史塔克曾展示過概念性的半成品，考森也曾經用他改裝蘿拉的過程來形容斯凱。
- 昆式战斗机

战斗机，仅限10人左右（包括驾驶员以及副驾驶),用来执行少数人的任务。可隐形（第二季），可嫁接巴士以及和风一号。
- 和风一号

继空客之后又一大型多功能飞机，几乎完全复制空客,只不过没有了那么多娱乐设施（吧台，每个队员的小寝室），多加了一些科技设施，可安排技术人员。

### 神盾局道具
- 祝你晚安槍

由費茲與西蒙斯共同研發的非致命型武器，具備長程狙擊能力，子彈包含0.1微升的曼巴毒素（Dendrotoxin），貫穿威力僅止於皮下組織，可以在瞬間癱瘓目標的行動能力，不會造成傷害。
- 祝你晚安手槍

由費茲與西蒙斯所共同研發的半自動手槍，是祝你晚安槍的小型版，屬於近距離武器，採用點45口徑，彈匣可裝填8發子彈。
- 冰凍槍

全稱為「Incapacitating Cartridge Emitting Rifle」。晚安槍系列的進化版，有許多不同的武器型式以適用於各種情況，阻滯能力提高三倍，一樣由費茲與西蒙斯所共同研發。
- 工具盒

神盾局垮台後，尼克福瑞將局長的職務交給考森，並且把「工具盒」也一並交給考森，說這可以幫考森重建神盾局，而「工具盒」的第一個提示就是將小隊帶到避難所「操場」並且開始重建神盾局，在第二季時神盾局被「真正的神盾局」攻破後費茲把工具箱偷渡出去並交給逃亡中的考森。

### 神盾局槍械
- 史密斯威森軍警型半自動手槍

全尺寸型為神盾局制式手槍；緊湊型為某些特工所配備。
- 格洛克17

神盾局制式手槍；為守衛與某些特工所配備。
- 雷明登870泵動式霰彈槍

神盾局制式霰彈槍；為某些特工所配備。
- M4卡賓槍

神盾局制式步槍；為特種部隊與某些特工所配備。

### 神盾局機密計畫
- 大溪地計畫

福瑞局長為復仇者成員準備的重症急救計畫，負責人是菲爾·考森。在實驗過程中得知會有強烈副作用，將導致精神極度不穩定，原因不明。
有機會消除副作用的方法是消除、置換目標的記憶，但是效果無法保證，因此這個計畫被建議終止，並列為機密封存，以避免造成危害。
- GH-325

大溪地計畫的核心，復活考森和救活絲凱的神秘特殊藥物，能夠令受損的器官迅速增生細胞獲得痊癒。但是在這藥物的實驗過程中發現使用者就算身體獲得痊癒也會造成精神狀態極度不穩定，此藥物是提煉自一個藍色皮膚的神秘外星人屍體。在第二季時證實這個藍色皮膚的神秘外星人，是一個幾百年前來到地球的克里人。
- 洞見計畫

由世界安理會所創辦的最高等級計劃，原本表面上是由三飛飾總部地下的三艘備有強大火力的飛行母艦將升空到高處，將目標鎖定著那些潛在的恐怖組織，在那些組織犯罪前先取得先機、摧毀他們。背後卻是由戰後秘密滲透進入神盾局的新「九頭蛇」所策劃的「大規模清洗計劃」，由安全部部長亞歷山大·皮爾斯背後策劃，企圖「以武力令人類放棄自由」，毀滅舊的世界，以「秩序」拓展新的世界，而索拉博士生前所寫出的演算法，成了日後九頭蛇在神盾中所創建的洞見計畫中的重要環節，透過每個人從出身到成人的各種社會紀錄，計算並找出兩千萬個可能阻礙九頭蛇未來的關鍵人物，並全數殲滅。計畫僅在電影《美國隊長2：酷寒戰士》中出現，但也作為劇中的重要環節。
- 西塔規程

考森接任神盾局局長後一直在秘密進行的計畫，計畫內容是未知數，但當中包括掩藏并修復升級完成，負責支援復仇者聯盟的「空中航空母艦總部」。

### 神盾局總部
- 中心

神盾局行動總部的代號，是彙整情報、制定作戰策略、下達各種行動命令的基地，資料庫內儲藏著許多機密情報，也會展示最先進的科技設備，相關部門需要足夠的機密安全等級才能進入。
- 沙箱

神盾局專門隔離、研究生化類危險物品的秘密基地代號，位於非洲的某個沙漠。
- 冰箱

神盾局的秘密基地代號，用於封存裝不上火箭的大型危險物品，或是危險度較低而且可能還有利用價值的特殊物品，同時也是關押神盾局罪犯的監獄。
- 彈弓

神盾局的秘密基地代號，專門銷毀用一般方式無法破壞的危險物品，目標物將被裝在火箭裡，往太陽發射。
- 三曲翼

神盾局的最大總部，福瑞辦公室的所在地，位於華盛頓特區。
- 學院

神盾局訓練特工的地方，分為情報部門、科研部門、行動部門。
- 招待所

二戰時期廢棄的碉堡，內有名為「塔希提」的醫療實驗室，和藍色皮膚的神秘外星人屍體，隱藏著考森「復活」的相關秘密。
- 天意

福瑞局長在外星人奇塔瑞族入侵地球之後建立的秘密基地代號，嚴格來說連代號都不存在，因為沒有被記載在任何資料上。
- 操場

福瑞局長所設立的另一個秘密基地，跟天意一樣沒有記載在任何資料上，代號也只是負責人命名的不是正式的，第22集福瑞局長在升任考森為局長後，指引考森和考森的隊員來到這，以這裡為重建神盾局的據點。
- 伊利亞德號

由罗伯特·冈萨雷斯親自指挥的神盾局航空母艦，在神盾局解淪陷後成为了『新神盾局』的總部。
- 灯塔

第三个大型（长期）神盾局总部，出现在5，6和7季，位于加拿大安大略湖湖边。在未来90年后被蓝脸克里人占领当作殖民地并将所有已知的地球人全部抓进来当奴隶。

## 漫威宇宙聯繫
《神盾局特工》在漫威電影宇宙之中與各電影或電視劇都有聯繫，均從第二階段開始。然而從漫威電影宇宙第五階段開始，由於漫威影業對漫威電視製作的漫威作品和二十世紀影業製作的漫威作品時間線重新進行調整，《神盾局特工》及其中涉及電影關聯的內容全部脫離電影主時間線（即神聖時間線），並重新被劃分入分支於漫威電影宇宙主時間線的旁支時間線中。

### 全部七季
- 《離家童盟》、《旺達幻視》和《奇異博士2：失控多重宇宙》：黑書。
- 《洛基》 (第一季)：分支時間線設定。

### 第一季
- 《復仇者聯盟》：紐約戰役。
- 《鋼鐵人3》：絕境病毒。
- 《雷神索爾2：黑暗世界》：黑暗精靈降臨倫敦格林威治大學廣場，阿斯加德石匠以及物件。
- 《美國隊長2：酷寒戰士》：九頭蛇崛起，神盾局淪陷。
- 《星際異攻隊》：克里人幾千年前降臨地球，神秘圖文。

### 第二季
- 《星際異攻隊》：神秘圖文，克里人地下遺跡。
- 《復仇者聯盟2：奧創紀元》：「西塔規程」：完成修復升級的空中航母支援復仇者聯盟。

### 第三季
- 《復仇者聯盟2：奧創紀元》：蘇科維亞戰役。
- 《蟻人》：皮姆粒子，皮姆科技大樓的摧毀。
- 《美國隊長3：英雄內戰》: 《蘇科維亞協議》，英雄內戰。
- 《卡特探員》：硝化炸彈，由霍華·史塔克製。

### 第四季
- 《復仇者聯盟2：奧創紀元》：奧創。
- 《美國隊長3：英雄內戰》：《蘇科維亞協議》，維也納爆炸案。
- 《奇異博士》：異次元，靈界傳送門。

### 第五季
- 《星際異攻隊2》：克里帝國佔領。
- 《復仇者聯盟3：無限之戰》：地球未來災難，薩諾斯襲擊。

### 第七季
- 《卡特探員》：佩姬·卡特，丹尼爾·蘇薩。
- 《美國隊長2：酷寒戰士》：洞見計劃，神盾局總部。
- 《復仇者聯盟2：奥創紀元》：空中航母。
- 《蟻人與黃蜂女》：量子領域。
- 《復仇者聯盟4：終局之戰》：時間旅行，量子隧道，多元宇宙。

## 制作

### 背景
2009年8月31日华特迪士尼公司宣布正在以约40亿美元收购漫威娱乐，迪士尼CEO罗伯特·艾格说迪斯尼打算在各种媒体平台上都推出漫威的产品包括电视。2010年6月漫威宣布他们将创建漫威电视作为漫威娱乐的一个部门并由Jeph Loeb担任公司总裁，上任后Loeb表示有意和同为迪士尼旗下的美国广播公司和ABC家庭合作。之后有数个以漫威漫画内容为蓝本改变的开发计划包括根据Alias为蓝本的电视剧AKA Jessica Jones（後轉由Netflix首播）和根据绿巨人为蓝本的剧集但是都被束之高阁。
于此同时在2012年上映的电影《復仇者聯盟》取得了世界电影史上票房收入第三高的成绩，而这部电影就是讲述通过神盾局召集一群超级英雄来保卫地球。

### 製作
2013年5月10日ABC正式宣布製作本剧。2013年8月4日，《神盾局特工》發放海報及宣佈將於9月24日起在ABC頻道播出。2013年10月10日，ABC宣布第一季由原本13集追加至22集。2014年4月15日，ABC宣布与漫威续订本剧的第二季。第二季於美國時間2014年9月23日正式開播。

## 收視率
| 季數 | 播出時間（ET）                                                            | 集數 | 首映          | 首映          | 季終          | 季終          | 電視季度 | 18–49歲 收視 排名 | 18–49歲 收視 平均 | 收視人数 排名 （百萬） | 平均 收視人数 （百萬） |
| 季數 | 播出時間（ET）                                                            | 集數 | 日期          | 收視 （百萬） | 日期          | 收視 （百萬） | 電視季度 | 18–49歲 收視 排名 | 18–49歲 收視 平均 | 收視人数 排名 （百萬） | 平均 收視人数 （百萬） |
| ---- | ------------------------------------------------------------------------- | ---- | ------------- | ------------- | ------------- | ------------- | -------- | ----------------- | ----------------- | ---------------------- | ---------------------- |
| 1    | 星期二 20:00                                                              | 22   | 2013年9月24日 | 12.12         | 2014年5月23日 | 5.45          | 2013–14  | 20                | 3.9               | 43                     | 8.31                   |
| 2    | 星期二 21:00（Ep 1–21） 星期二 22:00（Ep 22）                             | 22   | 2014年9月23日 | 5.98          | 2015年5月12日 | 3.88          | 2014–15  | 32                | 2.7               | 76                     | 7.09                   |
| 3    | 星期二 21:00（Ep 1–21） 星期二 22:00（Ep 22）                             | 22   | 2015年9月29日 | 4.90          | 2016年5月17日 | 3.02          | 2015–16  | 42                | 2.2               | 79                     | 5.78                   |
| 4    | 星期二 22:00                                                              | 22   | 2016年9月20日 | 3.44          | 2017年5月16日 | 2.08          | 2016–17  | 63                | 1.6               | 104                    | 4.40                   |
| 5    | 星期五 20:00（Ep 1） 星期五 21:00（Ep 2–16, 18–22） 星期五 21:18（Ep 17） | 22   | 2017年12月1日 | 2.54          | 2018年5月18日 | 1.88          | 2017–18  | 81                | 1.2               | 110                    | 3.70                   |
| 6    | 待公布                                                                    | 13   | 待公布        | 待定          | 待公布        | 待定          | 2019     | 待定              | 待定              | 待定                   | 待定                   |
| 7    | 待公布                                                                    | 13   | 待公布        | 待定          | 待公布        | 待定          | 2020     | 待定              | 待定              | 待定                   | 待定                   |

## 獎項
| 年份 | 頒獎典禮                           | 獎項                                     | 提名                           | 結果 |
| ---- | ---------------------------------- | ---------------------------------------- | ------------------------------ | ---- |
| 2013 | 評論家電視選擇獎                   | 令人期待新劇集獎                         | 令人期待新劇集獎               | 獲獎 |
| 2013 | 電視評論協會獎                     | 最有前景秋季新劇集                       | 最有前景秋季新劇集             | 獲獎 |
| 2014 | 人民選擇獎                         | 新影集最喜愛女演員獎                     | 溫明娜                         | 提名 |
| 2014 | 人民選擇獎                         | 最喜愛新劇集                             | 最喜愛新劇集                   | 提名 |
| 2014 | 金捲軸獎                           | 最佳電視音效剪輯獎－短片：音樂           | 最佳電視音效剪輯獎－短片：音樂 | 提名 |
| 2014 | 金膠捲獎                           | 最佳音效剪輯獎                           | 最佳音效剪輯獎                 | 提名 |
| 2014 | 視覺效果協會獎                     | 最佳廣播節目視覺效果獎                   | 集數：試播集                   | 提名 |
| 2014 | 衛星獎                             | 最佳影集／迷你劇獎                       | 最佳影集／迷你劇獎             | 提名 |
| 2014 | 土星獎                             | 最佳電視影集發行獎                       | 最佳電視影集發行獎             | 提名 |
| 2014 | 青少年選擇獎                       | 表現突出男明星獎                         | 布雷特·達爾頓                  | 獲獎 |
| 2014 | 黃金時段艾美獎                     | 表現突出特別視覺效果獎                   | “大溪地”                       | 提名 |
| 2015 | 人民選擇獎                         | 最喜愛科幻類電視節目                     | 最喜愛科幻類電視節目           | 提名 |
| 2015 | 土星獎                             | 最佳超級英雄改編電視影集獎               | 最佳超級英雄改編電視影集獎     | 提名 |
| 2015 | 視覺效果協會獎                     | 表現傑出廣播節目視覺效果獎               | 表現傑出廣播節目視覺效果獎     | 提名 |
| 2015 | 青少年選擇獎                       | 電視選擇獎：科幻／奇幻類                 | 電視選擇獎：科幻／奇幻類       | 提名 |
| 2015 | 在線電影與電視協會獎               | 電視類最佳視覺效果獎                     | 電視類最佳視覺效果獎           | 提名 |
| 2015 | 創意藝術艾美獎                     | 表現傑出視覺效果獎                       | “黑暗一面”                     | 提名 |
| 2015 | TVLine一周最佳演出                 | 一周最佳演員                             | 伊恩·德·卡斯泰克               | 獲獎 |
| 2015 | TVLine一周最佳演出                 | 一周最佳演員                             | 伊麗莎白·韓斯翠奇              | 獲獎 |
| 2016 | 愛爾蘭電影與電視學院電影與電視劇獎 | 女配角獎－電視劇                         | 露絲·奈嘉                      | 提名 |
| 2016 | 兒童選擇獎                         | 最喜愛家庭電視節目獎                     | 最喜愛家庭電視節目獎           | 提名 |
| 2016 | 兒童選擇獎                         | 最喜愛電視女演員獎－家庭節目             | 溫明娜                         | 提名 |
| 2016 | 兒童選擇獎                         | 最喜愛電視女演員獎－家庭節目             | 汪可盈                         | 提名 |
| 2016 | 土星獎                             | 最佳超級英雄改編電視影集獎               | 最佳超級英雄改編電視影集獎     | 提名 |
| 2016 | 洛基獎                             | 最佳科幻、動作與奇幻影集獎               | 最佳科幻、動作與奇幻影集獎     | 提名 |
| 2016 | 青少年票選獎                       | 電視選擇獎：反派                         | 布雷特·達爾頓                  | 提名 |
| 2017 | 金捲軸獎                           | 最佳音效剪輯成就獎－集數短片－聲效／擬音 | 集數：與魔鬼的交易             | 提名 |
| 2017 | IGN人民選擇獎                      | 最佳電視影集獎                           | 最佳電視影集獎                 | 提名 |
| 2017 | Cine Awards                        | 最佳劇情類影集客串演出獎                 | 蓋布瑞·盧納                    | 提名 |
| 2017 | 兒童選擇獎                         | 最喜愛電視節目獎－家庭節目               | 最喜愛電視節目獎－家庭節目     | 提名 |
| 2017 | 土星獎                             | 最佳超級英雄改編電視影集獎               | 最佳超級英雄改編電視影集獎     | 提名 |
| 2017 | 青少年選擇獎                       | 電視選擇獎：動作類                       | 電視選擇獎：動作類             | 提名 |
| 2017 | 青少年選擇獎                       | 電視選擇獎：動作類男演員                 | 蓋布瑞·盧納                    | 提名 |
| 2017 | IGN獎                              | 最佳動作影集獎                           | 最佳動作影集獎                 | 提名 |
| 2017 | IGN人民選擇獎                      | 最佳動作影集獎                           | 最佳動作影集獎                 | 提名 |
| 2018 | 視覺效果協會獎                     | 最佳真人集數視覺效果獎                   | 集數：定位                     | 提名 |
| 2018 | 愛爾蘭電影與電視學院電影與電視劇獎 | 男配角獎－電視劇                         | 傑森·歐瑪拉                    | 提名 |
| 2018 | 土星獎                             | 最佳超級英雄改編電視影集獎               | 最佳超級英雄改編電視影集獎     | 待定 |

## 衍生剧

#### 神盾局特工：双面特工（英語：Agents of S.H.I.E.L.D.: Double Agent）
神盾局特工：双面特工（2015年3月4日-2015年5月6日）这部网络剧讲述了《神盾局特工》剧组新聘的制片助理，实际上是斯坦·李扮演的「Mastermind」所雇佣的间谍特工，为「Mastermind」获取剧组情报。观众可以在每集结束后在网上投票，猜测下一集的间谍将去向哪里，投票观众有机会得到间谍从剧组搜集的道具。该剧获得第27届制片人工会奖最佳数字系列提名。

#### 神盾学院（英語：Agents of S.H.I.E.L.D. : Academy）
神盾学院（2016年3月9日-2016年5月4日）剧情为三个《神盾局特工》粉丝竞相应聘该剧中的特工演员，接受神盾局任务试炼并通过九头蛇（葛蘭特·沃德/蜂巢）的阻挠，三人最终得以在《神盾局特工》第三季客串登场。

## 節目變遷
| 香港無綫電視明珠台 星期一 22:35/22:40-23:35 · 10月6日 22:55-23:50 | 香港無綫電視明珠台 星期一 22:35/22:40-23:35 · 10月6日 22:55-23:50 | 香港無綫電視明珠台 星期一 22:35/22:40-23:35 · 10月6日 22:55-23:50 |
| ----------------------------------------------------------------- | ----------------------------------------------------------------- | ----------------------------------------------------------------- |
|                                                                   | 神盾局特工（第一季） （2014.07.14 - 2014.12.08）                  |                                                                   |
| 新福爾摩斯（第三季）（21:30-23:30） （2014.06.23 - 2014.07.07）   | 閃電俠（第一季） （2014.12.15 - 2015.06.01）                      |                                                                   |
| 星期一 22:40-23:35 2016年2月8日及29日 暫停播映                    |                                                                   |                                                                   |
| 葛咸城（第一季） （2015.06.08 - 2015.11.02）                      | 神盾局特工（第二季） （2015.11.09 - 2016.04.18）                  | 未來報告 （2016.04.25 - 2016.06.27）                              |